# 章勤士

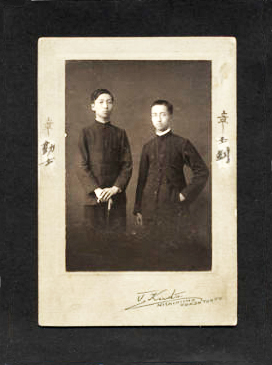
章士钊（右）与胞弟章勤士（左）1905年摄于东京。时苏报案和行刺广西巡抚案风波刚刚过去不久。

章勤士（1885年—1924年）原名士戛，字陶严，筆名运甓、甓勤斋，湖南省善化縣人，中華民國政治人物、學者。

## 生平
章勤士幼年曾随哥哥章士钊在江南陆师学堂学习。1904年，他到日本留学，先后入早稻田大学高等预科、第三高等学校特设预科，毕业后入早稻田大学政治经济科，获法学士学位。1911年武昌起义爆發后，他回国，和马君武任各省都督府代表联合会广西代表。二次革命爆发后，他积极参加反袁活動。后來他任职於北洋政府教育部。1922年12月到1924年1月，他任京师图书馆主任。1924年逝世。

## 家庭
他是章士钊的弟弟。章士钊兄弟四人，章士钊行三，章勤士行四。